# Web Content Accessibility Guidelines
Web Content Accessibility Guidelines（ウェブコンテンツ・アクセシビリティ・ガイドライン、略称：WCAG）は、ウェブのコンテンツを障害のある人に使いやすいようにするためのウェブアクセシビリティに関するガイドラインである。インターネットのための主要な国際標準化機構であるWorld Wide Web Consortium（W3C）のWeb Accessibility Initiative（WAI）によって公開されている。
WCAGの目指すところは主要な障害者に配慮することであり、その結果ほとんどの利用者にとっても使いやすい内容となる。また、技術にも依存しない内容となっている。従って、携帯電話のような非常に機能の限られたデバイスでも、アクセシブルなコンテンツとなる。
2022年現在のバージョンは、2018年6月にWCAG 2.1として公開されている。また、1つ前のバージョンであるWCAG 2.0は、2012年10月に「ISO/IEC 40500:2012」としてISO標準となった。

## 以前のガイドライン
最初のウェブアクセシビリティ・ガイドラインはグレッグ・ヴァンダーヘイデン（Gregg Vanderheiden）によって編纂され、1994年シカゴでの第2回World Wide Web国際会議の直後（そこでティム・バーナーズ＝リーは、Mike Paciello主導のアクセシビリティに関する会議前ワークショップを見て、基調講演で最初に障害者のアクセスについて述べた）、1995年1月に公開された。
そこから数年で、38種類を超えるウェブアクセス・ガイドラインが様々な執筆者および団体から後追い製作された。これらはウィスコンシン大学マディソン校で編纂されて「統一ウェブサイト・アクセシビリティ・ガイドライン（Unified Web Site Accessibility Guidelines）」にまとめられた。1998年に公開された統一ウェブサイト・アクセシビリティ・ガイドラインの第8版は、W3CのWCAG 1.0の出発点として役立つことになった。

## WCAG 1.0
WCAG 1.0は公開されると1999年5月5日にW3C勧告となった。1.0は（既に古い基準で）WCAG 2.0にその座を奪われている。
WCAG 1.0は14のガイドラインで構成されている。各ガイドラインにはアクセス設計の一般原則が書かれている。各ガイドラインはウェブアクセシビリティの基本テーマを網羅しており、それを特定ウェブページの機能にどうやって適用すればいいのかを説明する1つ以上のチェックポイントと関連付けられている。
- ガイドライン1: 聴覚的かつ視覚的コンテンツと同等の代替手段を提供する
- ガイドライン2: 色だけに頼らない
- ガイドライン3: マークアップとスタイルシートを使い、かつ適切に使用する
- ガイドライン4: 明確な自然言語の用法
- ガイドライン5: 円滑に変換するテーブルを作成する
- ガイドライン6: 新技術を特徴とするページが円滑に動くようにする
- ガイドライン7: 時間に敏感なコンテンツ変更のユーザー制御を確保する
- ガイドライン8: 組み込みユーザーインターフェースの直接的なアクセシビリティを確保する
- ガイドライン9: 独立したデバイス設計
- ガイドライン10: ユーザー暫定ソリューション
- ガイドライン11: W3Cの技術およびガイドラインの使用
- ガイドライン12: コンテキストとオリエンテーション情報の提供
- ガイドライン13: 明快なナビゲーション機構の提供
- ガイドライン14: 文章が明快かつ簡潔であること

合計65の各WCAG 1.0チェックポイントには、アクセシビリティにおける同チェックポイントの影響度に基づき、割り当てられた「優先度（priority level）」がある。
- 優先度1: ウェブ開発者はこれらの要件を「満たさなければならず（must）」、さもないと、1ないし複数のグループはウェブコンテンツへアクセスするのが不可能であるかもしれない。このレベルへの適合は「A」と記される。
- 優先度2: ウェブ開発者はこれらの要件を「満たすべき（should）」であり、さもないと、一部のグループはウェブコンテンツへのアクセスが困難になるかもしれない。このレベルへの適合は「AA」または「ダブルA」と記される。
- 優先度3:ウェブ開発者がこれらの要件を「満たすようである（may）」なら、一部グループにとってもウェブコンテンツへのアクセスが容易になる。このレベルへの適合は「AAA」または「トリプルA」と記される。

### WCAG Samurai
2008年2月、ジョー・クラーク（Joe Clark）率いるW3Cと独立した開発者グループのWCAG Samuraiが、WCAG 1.0の修正と拡張を公開した。

## WCAG 2.0
WCAG 2.0は、2008年12月11日にW3C勧告として公開された。それは4つの原則（ウェブサイトは、「知覚可能」で「操作可能」で「理解可能」で「堅牢」でなくてはならない）に基づいて構築された12のガイドラインからなる。各ガイドラインは、検査可能な達成基準（全部で61）を有している。
WCAG 2.0達成方法集（Techniques for WCAG 2.0）は、制作者がガイドラインと達成基準に適合するの手助けするテクニックのリストである。方法集は定期的に更新されるが、原則とガイドラインおよび達成基準は安定しており、変わることはない。

### 原則

#### 知覚可能
情報およびユーザインタフェース コンポーネントは、利用者が知覚できる（perceivable）方法で利用者に提示可能でなければならない。
- ガイドライン 1.1: すべての非テキストコンテンツには、拡大印刷、点字、音声、シンボル、平易な言葉などの利用者が必要とする形式に変換できるように、テキストによる代替を提供すること。
- ガイドライン 1.2: 時間依存メディアには代替コンテンツを提供すること。
- ガイドライン 1.3: 情報、および構造を損なうことなく、様々な方法（例えば、よりシンプルなレイアウト）で提供できるようにコンテンツを制作すること。
- ガイドライン 1.4: コンテンツを、利用者にとって見やすく、聞きやすいものにすること。これには、前景と背景を区別することも含む

#### 操作可能
ユーザインタフェース コンポーネントおよびナビゲーションは操作可能（operable）でなければならない。
- ガイドライン 2.1: すべての機能をキーボードから利用できるようにすること。
- ガイドライン 2.2: 利用者がコンテンツを読み、使用するために十分な時間を提供すること。
- ガイドライン 2.3: 発作を引き起こすようなコンテンツを設計しないこと。
- ガイドライン 2.4: 利用者がナビゲートしたり、コンテンツを探し出したり、現在位置を確認したりすることを手助けする手段を提供すること。

#### 理解可能
情報およびユーザインタフェースの操作は理解可能（understandable）でなければならない。
- ガイドライン 3.1: テキストのコンテンツを読みやすく理解可能にすること。
- ガイドライン 3.2: ウェブページの表示や挙動を予測可能にすること。
- ガイドライン 3.3: 利用者の間違いを防ぎ、修正を支援すること。

#### 堅牢
コンテンツは、支援技術を含む様々なユーザーエージェントが確実に解釈できるように十分に堅牢（robust）でなければならない。
- ガイドライン 4.1: 現在および将来の、支援技術を含むユーザエージェントとの互換性を最大化すること。

WCAG 2.0はWCAG 1.0と同じ3つの適合レベル（A、AA、AAA）を使用しているが、それらを再定義している。WCAGワーキンググループは、WCAG 2.0のウェブアクセシビリティ技術と一般的な失敗例の広範なリストを管理している。

### 文書の経緯
最初のWCAG 2.0の概念提案は2001年1月25日に公開された。その翌年に、アクセシビリティの専門家や障害者コミュニティのメンバーからのフィードバックを求めることを目的とした新バージョンが公開された。2006年4月27日に「最終草案（Last Call Working Draft）」が公開された。多くの修正が必要とされたため、2007年5月17日にWCAG 2.0は再び概念提案として公表され、続いて2007年12月11日に2回目の「最終草案」が公開された。2008年4月にこのガイドラインは「勧告候補」となり、 2008年11月3日に同ガイドラインが「勧告案（Proposed Recommendation）」となった。WCAG 2.0は2008年12月11日にW3C勧告として公開された。
WCAG 1.0チェックポイントとWCAG 2.0達成基準の比較は利用可能である。
2012年10月、WCAG 2.0は「ISO/IEC 40500:2012」のISO標準として国際標準化機構に承認された。
2014年初頭に、WCAG 2.0のレベルAおよびレベルAAの達成基準が、ETSIによって公開されたヨーロッパ規格EN 301 549の9.2項（「ウェブコンテンツ要件」）に参照として組み込まれた。EN 301 549は、欧州委員会が欧州の標準化3団体（CEN、CENELEC、ETSI）に与えた命令に対応して作られたもので、ICT製品およびサービスに関する最初のヨーロッパ規格である。

## 法的義務
オンライン・プレゼンスを有する企業は、障害者ユーザーにアクセシビリティを提供する必要がある。 ウェブコンテンツ・アクセシビリティ・ガイドラインを実装する理由には倫理的かつ商業的な正当性のみならず、一部の国や地域では法的な理由もある。イギリスの法律では、企業のウェブサイトがアクセシブルでない場合、差別との理由でウェブサイト所有者が訴えられる可能性がある。

### アメリカ合衆国
2017年1月、米国アクセス委員会は1973年のリハビリテーション法第508条を更新する最終規則を承認した。新規則は17個のWCAG 2.0達成基準を採用しているが、既存のAレベルおよびAAレベル基準38個のうち22個は既存の第508条ガイドラインで既に適用されている。同規則は、連邦官報に掲載された日から12ヶ月で新基準を順守するよう求めている 。
2017年、フロリダ州の連邦裁判所はWCAGガイドラインをウェブサイト・アクセシビリティの「業界標準」として認定し、Winn Dixie Store, Inc.は自社ウェブサイトに視覚障害者へのアクセス手段を与えなかったことで障害を持つアメリカ人法に違反しているとの評決を下した。

### 欧州連合
2016年10月、欧州議会は公的機関のウェブサイトとモバイルアプリケーションがWCAG 2.0のAAレベルに適合するよう求める指令2016/2102を承認した。新しいウェブサイトは2019年9月23日以降、古いウェブサイトは2020年9月23日以降、モバイルアプリケーションは2021年6月23日以降に適合している必要がある。

### イギリス
2012年1月、英国王立盲人協会（RNIB）は「盲目および部分的晴眼な顧客のためのウェブアクセスを確保できていなかった」ことで、格安航空会社Bmibabyに対する訴訟手続きに踏み切ったとのプレスリリースを出した。2011年10月時点で、ウェブサイトに対する少なくとも2つの訴訟がRNIBによって開始され、その案件は裁判所で審理されることなく解決された。
プロジェクトマネジメント協会（PMI）に対する労働裁判所の評決は2006年10月に結審され、同社は差別に対して3000ポンドの補償金を支払うよう命じられた。

### カナダ
2010年/2012年のJodhan決定により、外部および内部で利用可能なカナダ連邦政府の全オンラインウェブページと文書とビデオは、WCAG 2.0のアクセシビリティ要件を満たすよう求められることになった。

### オーストラリア
オーストラリア政府もまた、1992年障害者差別法を経て、全てのオーストラリア政府のウェブサイトがWCAGのアクセシビリティ要件を満たすよう義務付けている。

### イスラエル
イスラエルの法務省は2014年初頭、インターネットのウェブサイトがW3Cのウェブコンテンツ・アクセシビリティ・ガイドライン2.0に基づいたイスラエル規格5568に適合するよう義務付ける規制を発表した。
イスラエル規格とW3C標準の主な違いは、オーディオやビデオメディアに対してキャプションとテキストを提供する要件に関するものである。ヘブライ語でそうしたキャプションやテキストを提供することへの現時点の技術的困難を反映して、イスラエル規格はいくらか寛容である。